# Singarayakonda
Singarayakonda es una ciudad censal situada en el distrito de Prakasam en el estado de Andhra Pradesh (India). Su población es de 19400 habitantes (2011). Se encuentra a 173 km de Vijayawada y a 31 km de Ongole. 

## Demografía
Según el censo de 2011 la población de Singarayakonda era de 19400 habitantes, de los cuales 9245 eran hombres y 10155 eran mujeres. Singarayakonda tiene una tasa media de alfabetización del 75,74%, superior a la media estatal del 67,02%: la alfabetización masculina es del 82,38%, y la alfabetización femenina del 69,80%.